# Список закреплённых номеров Национальной баскетбольной ассоциации
Клубы Национальной баскетбольной ассоциации в знак признания заслуг игроков или тренеров закрепляют за ними номера. В случае закрепления номера, его больше не используют в данной команде. Закреплённые номера обычно вывешиваются под потолком домашней арены команды. Некоторые клубы посвящают игровой номер своим болельщикам, дикторам или другим людям, внесшим большой вклад в развитие команды. Кроме номеров на флагах изображают количество побед (для тренеров), микрофоны (для дикторов), занимаемую должность, достижения, имена или просто инициалы.
Больше всего номеров закреплено в клубе «Бостон Селтикс» — 23. У команд «Шарлотт Хорнетс», «Торонто Рэпторс», «Мемфис Гриззлис» и «Лос-Анджелес Клипперс» не закреплено ни одного номера. За Уилтом Чемберленом и Питом Маравичем закреплены номера в трёх клубах — в «Лос-Анджелес Лейкерс», «Филадельфия 76» и «Голден Стэйт Уорриорз» у Чемберлена и «Юта Джаз», «Нью-Орлеан Пеликанс» и «Атланта Хокс» у Маравича. В двух разных командах закреплены номера Оскара Робертсона, Карим Абдул-Джаббара, Чарльза Баркли, Майкла Джордана, Клайда Дрекслера, Джулиуса Ирвинга, Боба Ленье, Эрла Монро, Нейта Термонда, Джерри Слоуна и Мозеса Мэлоуна. За Коби Брайантом закреплены два номера, под которыми он выступал в «Лос-Анджелес Лейкерс» — 8 и 24. Номер 32 закреплялся чаще других — в девяти клубах, в восьми клубах закреплены номера 10 и 33.
Номер 6 начиная с сезона 2022/23 закреплён во всех клубах НБА за центровым «Бостон Селтикс» Биллом Расселлом. Игроки, уже использовавшие номер 6 на момент закрепления, могут продолжать играть под ним, однако новым игрокам он больше не присваивается.
Список номеров отсортирован по названиям клубов в алфавитном порядке. Внутри одной команды номера идут в порядке возрастания.

## Список
| Номер    | Кому принадлежит    | Фото | Команда                      | Поз. | Года в команде              | Когда закреплён               | Примечания | Прим.         |
| -------- | ------------------- | ---- | ---------------------------- | ---- | --------------------------- | ----------------------------- | --- | ------------- |
| 9        | Боб Петтит          |      | Атланта Хокс                 | Ф    | 1954—1965                   | н/д                           | Выступал за команду, когда она играла в Сент-Луисе как «Сент-Луис Хокс». Чемпион НБА в составе клуба | [ 3 ]         |
| 21       | Доминик Уилкинс     |      | Атланта Хокс                 | Ф    | 1983—1994                   | 13 января 2001                | Самый результативный игрок в истории «Хокс» | [ 3 ]         |
| 23       | Лу Хадсон           |      | Атланта Хокс                 | Ф    | 1966—1977                   | 5 марта 1994                  | 6-кратный участник матчей всех звёзд, занимает третье место в истории «Хокс» по результативности | [ 3 ]         |
| 44       | Пит Маравич         |      | Атланта Хокс                 | З    | 1970—1974                   | 4 марта 2017                  | | [ 4 ]         |
| 55       | Дикембе Мутомбо     |      | Атланта Хокс                 | Ц    | 1996—2001                   |                               | Двукратный обладатель титула «Лучший оборонительный игрок НБА», 4-кратный участник матча всех звезд в период игры за «Хокс». Включен в Зал славы баскетбола | [ 5 ]         |
| 59       | Касим Рид           |      | Атланта Хокс                 | -    | 2010—2018                   |                               | Как мэр Атланты. Номер 59 является его порядковым номером в списке мэров | [ 5 ]         |
| -        | Тед Тернер          |      | Атланта Хокс                 | -    | 1976—2005                   |                               | Как владелец команды | [ 5 ]         |
| 00       | Роберт Пэриш        |      | Бостон Селтикс               | Ц    | 1980—1994                   | 18 января 1998                | Трёхкратный чемпион в составе «Селтикс». Рекордсмен НБА по числу проведенных матчей | [ 6 ]         |
| 1        | Уолтер А. Браун     |      | Бостон Селтикс               | —    | 1946—1964                   | 17 октября 1964               | Как основатель и владелец команды | [ 6 ]         |
| 2        | Рэд Ауэрбах         |      | Бостон Селтикс               | —    | 1950—2006                   | 4 января 1985                 | Как главный тренер в сезонах (1950—1965); работал на разных должностях в команде (1950—2006) | [ 6 ]         |
| 3        | Деннис Джонсон      |      | Бостон Селтикс               | З    | 1983—1990                   | 13 декабря 1991               | Дважды становился чемпионом НБА в составе «Селтикс» | [ 6 ]         |
| 5        | Кевин Гарнетт       |      | Бостон Селтикс               | Ф    | 2007—2013                   | 13 марта 2022                 | Чемпион НБА в составе «Селтикс». 5 раз участвовал в матче всех звёзд. Входит в топ-50 в истории НБА по всем 5 основным статистическим показателям | [ 6 ]         |
| 6        | Билл Расселл        |      | Бостон Селтикс Все клубы НБА | Ц    | 1956—1969                   | 12 марта 1972 11 августа 2022 | Одиннадцатикратный чемпион НБА в составе «Селтикс». Один из лучших центровых в истории НБА, также работал главным тренером в сезонах (1966—1968). После его смерти НБА объявила о закреплении за Расселлом номера 6 во всех её клубах | [ 6 ]         |
| 10       | Джо Джо Уайт        |      | Бостон Селтикс               | З    | 1969—1979                   | 9 апреля 1982                 | Двукратный чемпион НБА в составе «Селтикс», 7 раз участвовал в матчах всех звёзд | [ 6 ]         |
| 14       | Боб Коузи           |      | Бостон Селтикс               | З    | 1950—1963                   | 16 октября 1963               | Шестикратный чемпион в составе «Селтикс», 8 сезонов подряд был лидером лиги по передачам | [ 6 ]         |
| 15       | Том Хейнсон         |      | Бостон Селтикс               | Ф    | 1956—1978                   | 15 октября 1966               | Восьмикратный чемпион в составе «Селтикс», также работал главным тренером «Бостон Селтикс» (1969—1978); как диктор (1980-наст. время) | [ 6 ]         |
| 16       | Сатч Сандерс        |      | Бостон Селтикс               | Ф    | 1960—1973                   | январь 1973                   | Восьмикратный чемпион НБА в составе «Селтикс». Также работал главным тренером «Бостон Селтикс» (1978) | [ 6 ]         |
| 17       | Джон Хавличек       |      | Бостон Селтикс               | Ф    | 1962—1978                   | 13 октября 1978               | Восьмикратный чемпион в составе «Селтикс» | [ 6 ]         |
| 18       | Дэйв Коуэнс         |      | Бостон Селтикс               | Ц    | 1970—1980                   | 8 февраля 1981                | Двукратный чемпион НБА в составе «Селтикс». Также работал главным тренером «Бостон Селтикс» (1978) | [ 6 ]         |
| 19       | Дон Нельсон         |      | Бостон Селтикс               | Ф    | 1965—1976                   | 1978                          | Пятикратный чемпион в составе «Селтикс», один из 10 лучших тренеров в истории НБА | [ 6 ] [ 7 ]   |
| 21       | Билл Шерман         |      | Бостон Селтикс               | З    | 1951—1961                   | 15 октября 1966               | Четырёхкратный чемпион в составе «Селтикс» | [ 6 ]         |
| 22       | Эд Маколи           |      | Бостон Селтикс               | Ц    | 1950—1956                   | 16 октября 1963               | Самый молодой баскетболист, включённый в Зал славы баскетбола | [ 6 ]         |
| 23       | Фрэнк Рэмзи         |      | Бостон Селтикс               | Ф    | 1954—1964                   | н/д                           | Семикратный чемпион в составе «Селтикс» | [ 6 ]         |
| 24       | Сэм Джонс           |      | Бостон Селтикс               | З    | 1957—1969                   | 9 марта 1969                  | Десятикратный чемпион в составе «Селтикс» | [ 6 ]         |
| 25       | Кей Си Джонс        |      | Бостон Селтикс               | З    | 1958—1967; 1983—1988        | 12 февраля 1967               | Одиннадцатикратный чемпион в составе «Селтикс» (8 раз как игрок, 2 раза как главный тренер и 1 раз как ассистент главного тренера) | [ 6 ]         |
| 31       | Седрик Максвелл     |      | Бостон Селтикс               | Ф    | 1977—1985                   | 15 декабря 2003               | Двукратный чемпион НБА в составе «Селтикс». Самый ценный игрок финальной серии 1981 года, также работал диктором (2001-наст. время); иногда носил номер 30 в сезоне 1977-78 | [ 6 ]         |
| 32       | Кевин Макхейл       |      | Бостон Селтикс               | Ф    | 1980—1993                   | 30 января 1994                | Трёхкратный чемпион в составе «Селтикс» | [ 6 ]         |
| 33       | Ларри Бёрд          |      | Бостон Селтикс               | Ф    | 1979—1992                   | 4 февраля 1993                | Трёхкратный чемпион в составе «Селтикс». Лидер команды в 1980-х годах | [ 6 ]         |
| 34       | Пол Пирс            |      | Бостон Селтикс               | Ф    | 1998—2013                   | 11 февраля 2018               | Чемпион в составе «Селтикс». Лидер команды в 2000-х годах |               |
| 35       | Реджи Льюис         |      | Бостон Селтикс               | З    | 1987—1993                   | 22 марта 1995                 | Умер от сердечного приступа. Номер закреплён посмертно | [ 6 ]         |
| LOSCY[a] | Джим Лоскутофф      |      | Бостон Селтикс               | Ф    | 1955—1964                   | н/д                           | Семикратный чемпион в составе «Селтикс». Носил номер 18, но решил не закреплять его за собой. Номер впоследствии был закреплён за Дэйвом Коуэнсом | [ 6 ]         |
| микрофон | Джонни Мост         |      | Бостон Селтикс               | —    | 1953—1990                   | н/д                           | Как диктор | [ 6 ]         |
| 3        | Дражен Петрович     |      | Бруклин Нетс                 | З    | 1990—1993                   | ноябрь 1993                   | Погиб в автокатастрофе. Номер закреплён посмертно. | [ 8 ] [ 9 ]   |
| 5        | Джейсон Кидд        |      | Бруклин Нетс                 | З    | 2001—2008                   |                               | 5 раз участвовал в матче всех звёзд. К моменту окончания выступлений за «Нетс» занимал первое место в истории клуба по передачам, перехватам, 3-очковым броскам и числу трипл-даблов | [ 8 ]         |
| 23       | Джон Уильямсон      |      | Бруклин Нетс                 | З    | 1973—1980                   | декабрь 1991                  | Выступал за команду, когда она играла в Нью-Йорке (1973—1977). Двукратный чемпион НБА в составе «Нетс» | [ 8 ]         |
| 25       | Билл Мелчионни      |      | Бруклин Нетс                 | З    | 1969—1976                   | сентябрь 1976                 | Выступал за команду, когда она играла в Нью-Йорке. Двукратный чемпион НБА в составе «Нетс» | [ 8 ]         |
| 32       | Джулиус Ирвинг      |      | Бруклин Нетс                 | Ф    | 1973—1976                   | апрель 1987                   | Выступал за команду, когда она играла в Нью-Йорке. Двукратный чемпион АБА в составе «Нетс» | [ 8 ]         |
| 52       | Бак Уильямс         |      | Бруклин Нетс                 | Ф    | 1981—1989                   | апрель 1999                   | Лидер клуба в 11 из 17 статистических категорий | [ 8 ]         |
| 10       | Эрл Монро           |      | Вашингтон Уизардс            | З    | 1967—1971                   | 1 декабря 2007                | Выступал за команду, когда та играла в Балтиморе | [ 10 ]        |
| 11       | Элвин Хейз          |      | Вашингтон Уизардс            | Ф    | 1972—1981                   | н/д                           | Выступал за команду, когда та играла в Балтиморе с 1972 по 1973, в Лэндовере с 1973 по 1974 как «Кэпитал Буллетс». Чемпион НБА в составе «Уизардс» |               |
| 25       | Гас Джонсон         |      | Вашингтон Уизардс            | Ф    | 1963—1972                   | 1986                          | Выступал за команду, когда та играла в Балтиморе | [ 11 ]        |
| 41       | Уэс Анселд          |      | Вашингтон Уизардс            | Ц    | 1968—1981                   | н/д                           | Выступал за команду, когда та играла в Балтиморе с 1968 по 1973, в Лэндовере с 1973 по 1974 как «Кэпитал Буллетс»; также работал главным тренером (1987—1994). Чемпион НБА в составе «Уизардс» |               |
| 45       | Фил Ченье           |      | Вашингтон Уизардс            | З    | 1971—1979                   | 23 марта 2018                 | Выступал за команду, когда та играла в Балтиморе с 1971 по 1973, в Лэндовере с 1973 по 1974 как «Кэпитал Буллетс». Чемпион НБА в составе «Уизардс», участник 3 матчей всех звёзд. Позднее также был телекомментатором «Уизардс» | [ 12 ]        |
| 13       | Уилт Чемберлен      |      | Голден Стэйт Уорриорз        | Ц    | 1959—1965                   | 29 декабря 1999               | Выступал за команду, когда та играла в Филадельфии (1959-62), и в Сан-Франциско (1962-64) | [ 13 ]        |
| 14       | Том Мешери          |      | Голден Стэйт Уорриорз        | Ф    | 1961—1971                   | 13 октября 1967               | Выступал за команду, когда та играла в Филадельфии (1961-62), и в Сан-Франциско (1962-71) | [ 13 ]        |
| 16       | Эл Эттлс            |      | Голден Стэйт Уорриорз        | З    | 1960—1971                   | 10 февраля 1977               | Чемпион НБА в составе «Уорриорз». Также работал главным тренером «Голден Стэйт Уорриорз» (1969—1983) | [ 13 ]        |
| 17       | Крис Маллин         |      | Голден Стэйт Уорриорз        | З/Ф  | 1985—1997; 2000—2001        | 19 марта 2012                 | Пятикратный участник матчей всех звёзд. Лидер клуба по количеству проведенных матчей и сделанных перехватов. Также работал генеральным менеджером «Голден Стэйт Уорриорз» (2004—2009) | [ 14 ]        |
| 24       | Рик Бэрри           |      | Голден Стэйт Уорриорз        | Ф    | 1965—1967; 1972—1978        | 18 марта 1988                 | Чемпион НБА в составе «Уорриорз», самый ценный игрок финальной серии | [ 13 ]        |
| 42       | Нейт Термонд        |      | Голден Стэйт Уорриорз        | Ц    | 1963—1974                   | 8 марта 1978                  | Выступал за команду, когда та играла в Сан-Франциско (1963-71) | [ 13 ]        |
| 15       | Брэд Дэвис          |      | Даллас Маверикс              | З    | 1980—1992                   | 14 ноября 1992                | Лидер команды по количеству проведенных матчей — 883, пять раз подряд выигрывал Favorite Maverick Awards | [ 15 ]        |
| 22       | Роландо Блекмэн     |      | Даллас Маверикс              | З    | 1981—1992                   | 11 марта 2000                 | Во время завершения карьеры был лидером «Маверикс» по количеству набранных очков, один из лидеров команды в нескольких категориях | [ 15 ]        |
| 2        | Алекс Инглиш        |      | Денвер Наггетс               | Ф    | 1980—1990                   | 2 марта 1993                  | Один из самых результативных игроков в истории «Наггетс» | [ 16 ]        |
| 33       | Дэвид Томпсон       |      | Денвер Наггетс               | Ф    | 1967—1977                   | 7 ноября 1992                 | Занимает третье место в истории команды по количеству набранных очков, входит в пятерку в нескольких статистических категориях | [ 17 ]        |
| 40       | Байрон Бек          |      | Денвер Наггетс               | Ц    | 1967—1977                   | 16 декабря 1977               | Первый игрок в истории клуба | [ 18 ]        |
| 44       | Дэн Иссл            |      | Денвер Наггетс               | Ц    | 1975—1985                   | 5 апреля 1985                 | Во время своего ухода был лидером команды по количеству набранных очков и подборов | [ 19 ]        |
| 432      | Даг Мо              |      | Денвер Наггетс               | —    | 1981—1990                   | 7 ноября 2002                 | Как главный тренер «Денвер Наггетс»; номер 432 демонстрирует количество побед, одержанных «Наггетс» под его руководством | [ 20 ]        |
| 2        | Чак Дэйли           |      | Детройт Пистонс              | —    | 1983—1992                   | 25 января 1997                | Как главный тренер «Детройт Пистонс»; номер показывает количество чемпионских титулов, выигранных под его руководством | [ 21 ]        |
| 4        | Джо Думарс          |      | Детройт Пистонс              | З    | 1985—1999; 2000—наст. время | 10 марта 2000                 | Двукратный чемпион НБА в составе «Пистонс», MVP финальной серии 1989 года. Также работал президентом клуба (2000-наст. время) | [ 22 ]        |
| 10       | Деннис Родман       |      | Детройт Пистонс              | Ф    | 1986—1993                   | 1 апреля 2011                 | Двукратный чемпион НБА в составе «Пистонс», семикратный лидер лиги по количеству подборов | [ 23 ]        |
| 11       | Айзея Томас         |      | Детройт Пистонс              | З    | 1981—1994                   | 17 февраля 1996               | Двукратный чемпион НБА в составе «Пистонс» | [ 22 ]        |
| 15       | Винни Джонсон       |      | Детройт Пистонс              | З    | 1981—1991                   | 5 февраля 1994                | Двукратный чемпион НБА в составе «Пистонс» | [ 24 ]        |
| 16       | Боб Ленье           |      | Детройт Пистонс              | Ц    | 1970—1981                   | 9 января 1993                 | Один из лидеров команды в 1970-х годах | [ 22 ]        |
| 21       | Дэйв Бинг           |      | Детройт Пистонс              | З    | 1966—1975                   | 18 марта 1983                 | Семикратный участник матчей всех звёзд, лидер команды в 1970-х — 1980-х годах | [ 22 ]        |
| 40       | Билл Лэймбир        |      | Детройт Пистонс              | Ц    | 1982—1994                   | 4 февраля 1995                | Двукратный чемпион НБА в составе «Пистонс», лидер клуба по количеству сделанных подборов за карьеру | [ 22 ]        |
| —        | Уильям Дэвидсон     | [g]  | Детройт Пистонс              | —    | 1974—2009                   | 16 декабря 2005               | Как владелец команды | [ 7 ]         |
| —        | Джек Макклоски      | [h]  | Детройт Пистонс              | —    | 1979—1992                   | 29 марта 2008                 | Как генеральный менеджер | [ 25 ]        |
| 30       | Джордж Макгиннис    |      | Индиана Пэйсерс              | Ф    | 1971—1975; 1980—1982        | 2 ноября 1985                 | Двукратный чемпион АБА в составе «Пэйсерс», лидер клуба по среднему количеству набранных очков | [ 26 ]        |
| 31       | Реджи Миллер        |      | Индиана Пэйсерс              | З    | 1987—2005                   | 30 марта 2006                 | 18 сезонов провёл в «Пэйсерс». Лидер клуба в 13 статистических категориях | [ 26 ]        |
| 34       | Мел Дэниелс         |      | Индиана Пэйсерс              | Ц    | 1968—1974                   | 2 ноября 1985                 | Один из лидеров клуба, когда тот выступал в АБА, трёхкратный чемпион АБА в составе «Пэйсерс» | [ 26 ]        |
| 35       | Роджер Браун        |      | Индиана Пэйсерс              | Ф    | 1967—1974                   | 2 ноября 1985                 | Первый баскетболист, подписавший контракт с командой. Трёхкратный чемпион АБА в составе «Пэйсерс» | [ 26 ]        |
| 529      | Бобби Леонард       |      | Индиана Пэйсерс              | —    | 1968—1980                   | 15 марта 1986                 | Как главный тренер «Индиана Пэйсерc»; номер 529 показывает количество побед, одержанных командой под его руководством | [ 26 ]        |
| 7        | Бинго Смит          |      | Кливленд Кавальерс           | Ф    | 1970—1979                   | 4 декабря 1979                | Входит в десятку лучших в девяти статистических категориях клуба | [ 27 ]        |
| 11       | Жидрунас Илгаускас  |      | Кливленд Кавальерс           | Ц    | 1997—2010                   | 8 марта 2014                  | Занимает первое место в истории клуба по количеству сыгранных матчей, сделанных подборов и блок-шотов | [ 28 ]        |
| 22       | Ларри Нэнс          |      | Кливленд Кавальерс           | Ф    | 1988—1994                   | 30 января 1995                | Занимает второе место в истории клуба по количеству сделанных блок-шотов и четвёртое по количеству подборов, иногда носил номер 6 в сезоне 1987/88 | [ 29 ]        |
| 25       | Марк Прайс          |      | Кливленд Кавальерс           | З    | 1986—1995                   | 13 ноября 1999                | Четырежды участник Матча всех звёзд и член сборных всех звезд в составе «Кавальерс» | [ 30 ]        |
| 34       | Остин Карр          |      | Кливленд Кавальерс           | З    | 1971—1980                   | 3 января 1981                 | Занимает второе место по количеству набранных очков в истории клуба | [ 31 ]        |
| 42       | Нейт Термонд        |      | Кливленд Кавальерс           | Ц    | 1975—1977                   | 18 декабря 1977               | Один из лидеров клуба, до его прихода команда одержала 6 побед и 11 поражений, с ним закончила сезон 43-22 | [ 32 ]        |
| 43       | Брэд Догерти        |      | Кливленд Кавальерс           | C    | 1986—1994                   | 1 марта 1997                  | Один из лидеров команды в нескольких статистических категориях | [ 33 ]        |
| 8        | Коби Брайант        |      | Лос-Анджелес Лейкерс         | З    | 1996—2016                   | 17 декабря 2017               | За время в «Лейкерс» выиграл пять чемпионских титулов, 18 раз принимал участие в матче всех звёзд, 15 раз включался в сборную всех звёзд и 12 раз в сборную защиты всех звёзд. | [ 34 ]        |
| 13       | Уилт Чемберлен      |      | Лос-Анджелес Лейкерс         | Ц    | 1968—1973                   | 9 ноября 1983                 | Лидер НБА по количеству подборов, занимает четвёртое место в списке самых результативных игроков лиги. Чемпион НБА в составе «Лейкерс» | [ 34 ]        |
| 22       | Элджин Бэйлор       |      | Лос-Анджелес Лейкерс         | З    | 1958—1971                   | 9 ноября 1983                 | Один из восьми игроков за всю историю лиги, кто 10 или более раз выбирался в первую сборную всех звезд и на Матч всех звёзд НБА | [ 34 ]        |
| 24       | Коби Брайант        |      | Лос-Анджелес Лейкерс         | З    | 1996—2016                   | 17 декабря 2017               | За время в «Лейкерс» выиграл пять чемпионских титулов, 18 раз принимал участие в матче всех звёзд, 15 раз включался в сборную всех звёзд и 12 раз в сборную защиты всех звёзд. | [ 34 ]        |
| 25       | Гейл Гудрич         |      | Лос-Анджелес Лейкерс         | З    | 1965—1968; 1970—1976        | 20 ноября 1996                | Был самым результативным игроком «Лейкерс» четыре сезона, входит в десятку лучших игроков клуба в нескольких статистических категориях. Чемпион НБА в составе «Лейкерс» | [ 34 ]        |
| 32       | Мэджик Джонсон      |      | Лос-Анджелес Лейкерс         | З    | 1979—1991; 1995—1996        | 16 февраля 1992               | Пятикратный чемпион НБА в составе «Лейкерс». Занимает второе место в НБА по количеству передач за карьеру, также работал главным тренером «Лейкерс» в 1994 году | [ 34 ]        |
| 33       | Карим Абдул-Джаббар |      | Лос-Анджелес Лейкерс         | Ц    | 1975—1989                   | 20 марта 1989                 | Самый результативный игрок в истории НБА. Пятикратный чемпион НБА в составе «Лейкерс» | [ 34 ]        |
| 34       | Шакил О'Нил         |      | Лос-Анджелес Лейкерс         | Ц    | 1996—2004                   | 2 апреля 2013                 | Трёхкратный чемпион, MVP и MVP Финала НБА в составе «Лейкерс» | [ 35 ]        |
| 42       | Джеймс Уорти        |      | Лос-Анджелес Лейкерс         | Ф    | 1982—1994                   | 10 декабря 1995               | Трёхкратный чемпион НБА в составе «Лейкерс», один из самых результативных игроков клуба | [ 34 ]        |
| 44       | Джерри Уэст         |      | Лос-Анджелес Лейкерс         | З    | 1960—1974                   | 19 ноября 1983                | Чемпион НБА в составе «Лейкерс». Работал в клубе также главным тренером (1976—1979) и генеральным менеджером (1981—2002) | [ 34 ]        |
| 52       | Джамал Уилкс        |      | Лос-Анджелес Лейкерс         | Ф    | 1977—1985                   | 28 декабря 2012               | Трёхкратный чемпион НБА в составе «Лейкерс» | [ 36 ]        |
| микрофон | Чик Хирн            |      | Лос-Анджелес Лейкерс         | —    | 1960—2002                   | 24 ноября 2002                | Как диктор | [ 37 ]        |
| 17       | Джим Поллард[d]     |      | Лос-Анджелес Лейкерс         | Ф    | 1948—1955                   | 11 апреля 2002                | Выступал за команду, когда та играла в Миннеаполисе. Пятикратный чемпион НБА в составе «Миннеаполис Лейкерс» | [ 34 ]        |
| 19       | Верн Миккельсен[d]  |      | Лос-Анджелес Лейкерс         | Ф    | 1949—1959                   | 11 апреля 2002                | Выступал за команду, когда та играла в Миннеаполисе. Четырёхкратный чемпион НБА в составе «Миннеаполис Лейкерс» | [ 34 ]        |
| 22       | Слэйтер Мартин[d]   |      | Лос-Анджелес Лейкерс         | З    | 1949—1956                   | 11 апреля 2002                | Выступал за команду, когда та играла в Миннеаполисе. Четырёхкратный чемпион НБА в составе «Миннеаполис Лейкерс» | [ 34 ]        |
| 34       | Клайд Лавлетт[d]    |      | Лос-Анджелес Лейкерс         | Ф/Ц  | 1953—1957                   | 11 апреля 2002                | Выступал за команду, когда та играла в Миннеаполисе. Чемпион НБА в составе «Миннеаполис Лейкерс» | [ 34 ]        |
| 99       | Джордж Майкен[d]    |      | Лос-Анджелес Лейкерс         | Ц    | 1948—1954; 1955—1956        | 11 апреля 2002                | Также работал главным тренером в «Лейкерс» (1957—1958); команда играла в Миннеаполисе. Пятикратный чемпион НБА в составе «Миннеаполис Лейкерс» | [ 34 ]        |
| —        | Джон Кундла[d]      |      | Лос-Анджелес Лейкерс         | —    | 1948—1959                   | 11 апреля 2002                | Как главный тренер «Лейкерс» (1948—1957, 1958—1959). Выступал за команду, когда та играла в Миннеаполисе. Пятикратный чемпион НБА в составе «Миннеаполис Лейкерс» | [ 34 ]        |
| 10       | Тим Хардуэй         |      | Майами Хит[e]                | З    | 1996—2001                   | 28 октября 2009               | Лидер клуба по количеству результативных передач | [ 38 ]        |
| 23       | Майкл Джордан       |      | Майами Хит                   | З    | —                           | 11 апреля 2003                | Никогда не играл за команду; номер закреплён в честь его заслуг перед баскетболом | [ 39 ] [ 40 ] |
| 32       | Шакил О’Нил         |      | Майами Хит                   | Ц    | 2004-2008                   | 22 декабря 2016               | Чемпион НБА в составе «Хит» | [ 41 ]        |
| 33       | Алонзо Моурнинг     |      | Майами Хит                   | Ц    | 1995—2002; 2005—2008        | 30 марта 2009                 | Чемпион НБА в составе «Хит», занимает второе место в истории клуба по количеству набранных очков | [ 42 ]        |
| 1        | Оскар Робертсон     |      | Милуоки Бакс                 | З    | 1970—1974                   | 18 октября 1974               | Лидер клуба по среднему количеству передач и перехватов за игру, чемпион НБА в составе «Бакс» | [ 43 ]        |
| 2        | Джуниор Бриджмен    |      | Милуоки Бакс                 | Ф    | 1975—1984; 1986—1987        | 17 января 1988                | Лидер клуба по количеству сыгранных матчей | [ 44 ]        |
| 4        | Сидни Монкриф       |      | Милуоки Бакс                 | З    | 1979—1989                   | 6 января 1990                 | Один из лучших защитников в истории клуба, занимает третье место в списке самых результативных игроков команды | [ 45 ]        |
| 14       | Джон Макглоклин     |      | Милуоки Бакс                 | З    | 1968—1976                   | 10 декабря 1976               | Чемпион НБА в составе «Бакс» | [ 46 ]        |
| 16       | Боб Ленье           |      | Милуоки Бакс                 | Ц    | 1980—1984                   | 4 декабря 1984                | Один из лидеров НБА по количеству набранных очков и подборов | [ 47 ]        |
| 32       | Брайан Уинтерс      |      | Милуоки Бакс                 | З    | 1975—1983                   | 28 октября 1983               | Во время окончания игровой карьеры был лидером клуба по количеству передач (в настоящее время третий) | [ 48 ]        |
| 33       | Карим Абдул-Джаббар |      | Милуоки Бакс                 | Ц    | 1968—1975                   | 24 апреля 1993                | Лидер клуба по количеству набранных очков и подборов, чемпион НБА в составе «Бакс» | [ 49 ]        |
| 2        | Малик Сили          |      | Миннесота Тимбервулвз        | Ф    | 1998—2000                   | 4 ноября 2000                 | Погиб в автокатастрофе. Номер закреплён посмертно | [ 50 ] [ 51 ] |
| 10       | Уолт Фрейзер        |      | Нью-Йорк Никс                | З    | 1967—1977                   | 15 декабря 1979               | Двукратный чемпион НБА в составе «Никс». Лидер клуба по количеству передач, занимает второе место по количеству сыгранных игр и набранных очков. Также работал диктором | [ 52 ]        |
| 12       | Дик Барнетт         |      | Нью-Йорк Никс                | З    | 1965—1974                   | 10 марта 1990                 | Двукратный чемпион НБА в составе «Никс» | [ 52 ]        |
| 15       | Эрл Монро           |      | Нью-Йорк Никс                | З    | 1972—1980                   | 1 марта 1986                  | Чемпион НБА в составе «Никс» | [ 52 ]        |
| 15       | Дик Макгуайр        |      | Нью-Йорк Никс                | З    | 1949—1957                   | 14 марта 1992                 | Семь сезонов подряд был лидером клуба по передачам, также работал главным тренером «Никс» (1965—1968) | [ 52 ]        |
| 19       | Уиллис Рид          |      | Нью-Йорк Никс                | Ц    | 1964—1974                   | 21 октября 1976               | Двукратный чемпион НБА в составе «Никс». Первый игрок в истории НБА, завоевавший титулы самого ценного игрока сезона, финала и матча всех звёзд НБА. Также работал главным тренером «Никс» (1977—1978) | [ 52 ]        |
| 22       | Дэйв Дебуше         |      | Нью-Йорк Никс                | Ф    | 1969—1974                   | 24 марта 1981                 | Двукратный чемпион НБА в составе «Никс» | [ 52 ]        |
| 24       | Билл Брэдли         |      | Нью-Йорк Никс                | Ф    | 1967—1977                   | 18 февраля 1984               | Двукратный чемпион НБА в составе «Никс» | [ 52 ]        |
| 33       | Патрик Юинг         |      | Нью-Йорк Никс                | Ц    | 1985—2000                   | 28 февраля 2003               | Лидер клуба почти во всех статистических категориях | [ 52 ]        |
| 613      | Рэд Хольцман        |      | Нью-Йорк Никс                | —    | 1967—1977; 1978—1982        | 10 марта 1990                 | Как главный тренер «Никс»; номер показывает 613 побед, одержанных им в команде | [ 52 ]        |
| 7        | Пит Маравич         |      | Нью-Орлеан Пеликанс          | З    | —                           | 30 октября 2002               | Никогда не выступал за клуб. Играл в команде «Нью-Орлеан Джаз» (сейчас «Юта Джазз») с 1974—1979. | [ 53 ]        |
| 1        | Гас Уильямс         |      | Оклахома-Сити Тандер         | З    | 1977—1984                   | 26 марта 2006                 | Играл за «Сиэтл Суперсоникс». Чемпион НБА в составе «Суперсоникс» | [ 54 ]        |
| 10       | Нейт Макмиллан      |      | Оклахома-Сити Тандер         | З    | 1986—1998                   | 24 марта 1999                 | Играл за «Сиэтл Суперсоникс». Также работал главным тренером (2000—2005) | [ 55 ]        |
| 19       | Ленни Уилкенс       |      | Оклахома-Сити Тандер         | З    | 1968—1972                   | 19 октября 1979               | Чемпион НБА в составе «Суперсоникс». Также работал главным тренером (1969—1972; 1977—1985) | [ 56 ]        |
| 24       | Спенсер Хейвуд      |      | Оклахома-Сити Тандер         | Ф    | 1971—1975                   | 26 февраля 2007               | Играл за «Сиэтл Суперсоникс» | [ 57 ]        |
| 32       | Фред Браун          |      | Оклахома-Сити Тандер         | З    | 1971—1984                   | 6 ноября 1986                 | Играл за «Сиэтл Суперсоникс». Чемпион НБА в составе «Суперсоникс» | [ 58 ]        |
| 43       | Джек Сикма          |      | Оклахома-Сити Тандер         | Ц    | 1977—1986                   | 21 ноября 1992                | Играл за «Сиэтл Суперсоникс». Чемпион НБА в составе «Суперсоникс» | [ 59 ]        |
| микрофон | Боб Блэкберн        |      | Оклахома-Сити Тандер         | —    | 1967—1992                   | н/д                           | Как диктор | [ 7 ]         |
| 6        | Болельщики          |      | Орландо Мэджик               | —    | —                           | н/д                           | «Шестой игрок — болельщики» (в 2001—2002 годах под этим номером выступал Патрик Юинг) | [ 60 ]        |
| 1        | Ларри Вейнберг      |      | Портленд Трэйл Блэйзерс      | —    | 1970—1988                   | н/д                           | Как основатель и владелец команды; номер до сих пор используется |               |
| 13       | Дэйв Твардзик       |      | Портленд Трэйл Блэйзерс      | З    | 1976—1980                   | 11 октября 1981               | Чемпион НБА в составе «Трэйл Блэйзерс» | [ 61 ]        |
| 14       | Лайонел Холлинс     |      | Портленд Трэйл Блэйзерс      | З    | 1975—1980                   | 18 апреля 2007                | Занимает второе место в истории клуба по среднему количеству передач за игру, чемпион НБА в составе «Трэйл Блэйзерс» | [ 62 ]        |
| 15       | Ларри Стил          |      | Портленд Трэйл Блэйзерс      | З    | 1971—1980                   | 11 октября 1981               | Всю профессиональную карьеру провёл в «Блэйзерс», чемпион НБА в составе клуба | [ 63 ]        |
| 20       | Морис Лукас         |      | Портленд Трэйл Блэйзерс      | Ф    | 1976—1980; 1987—1988        | 4 ноября 1988                 | Чемпион НБА в составе клуба, один из самых результативных игроков команды | [ 64 ]        |
| 22       | Клайд Дрекслер      |      | Портленд Трэйл Блэйзерс      | З    | 1984—1994                   | 6 марта 2001                  | Лидер клуба по количеству сыгранных игр за команду, по подборам, перехватам, набранным очкам | [ 65 ]        |
| 30       | Терри Портер        |      | Портленд Трэйл Блэйзерс      | З    | 1985—1995                   | 16 декабря 2008               | Лидер клуба по количеству передач, занимает второе место среди самых результативных игроков клуба | [ 66 ]        |
| 30       | Боб Гросс           |      | Портленд Трэйл Блэйзерс      | Ф    | 1975—1982                   | 18 декабря 2008               | Чемпион НБА в составе «Трйэл Блэйзерс» | [ 67 ]        |
| 32       | Билл Уолтон         |      | Портленд Трэйл Блэйзерс      | Ц    | 1974—1978                   | 3 ноября 1989                 | Чемпион НБА в составе «Трэйл Блэйзерс», MVP финальной серии и регулярного чемпионата | [ 61 ]        |
| 36       | Ллойд Нил           |      | Портленд Трэйл Блэйзерс      | Ц    | 1972—1979                   | 24 марта 1979                 | Чемпион НБА в составе «Трэйл Блэйзерс» | [ 68 ]        |
| 45       | Джефф Петри         |      | Портленд Трэйл Блэйзерс      | З    | 1970—1976                   | 11 октября 1981               | Чемпион НБА в составе «Трэйл Блэйзерс», долгое время удерживал рекорд клуба по количеству набранных очков в одном матче | [ 69 ]        |
| 77       | Джек Рэмзи          |      | Портленд Трэйл Блэйзерс      | —    | 1976—1986                   | 14 января 1993                | Под его руководством «Блэйзерс» завоевали чемпионский титул в 1977 году. Номер 77 символизирует год чемпионства | [ 70 ]        |
| 1        | Нейт Арчибальд      |      | Сакраменто Кингз             | З    | 1970—1976                   | н/д                           | Выступал за команду в Цинциннати с 1970 по 1972, в Канзас-Сити-Омахе с 1972 по 1975, и в Канзас-Сити с 1975 по 1976; иногда носил номер 10 | [ 71 ]        |
| 2        | Митч Ричмонд        |      | Сакраменто Кингз             | З    | 1991—1998                   | 5 декабря 2003                | Первый игрок в истории клуба, приглашённый для участия в матче всех звёзд и завоевавший титул MVP матча | [ 72 ]        |
| 4        | Крис Уэббер         |      | Сакраменто Кингз             | Ф    | 1998—2005                   | 6 февраля 2009                | Был лидером клуба по количеству набранных очков и по подборам шесть сезонов подряд | [ 71 ] [ 73 ] |
| 6        | Болельщики          |      | Сакраменто Кингз             |      |                             | н/д                           | Команда закрепила за болельщиками номер после того, как 497 игр подряд все билеты на домашние матчи полностью распродавались | [ 71 ]        |
| 11       | Боб Дэвис           |      | Сакраменто Кингз             | З    | 1948—1955                   | в сезоне 1989/90              | Выступал за команду, когда та играла в Рочестере. Чемпион НБА в составе «Рочестер Роялс» | [ 71 ]        |
| 12       | Морис Стокс         |      | Сакраменто Кингз             | Ф    | 1955—1958                   | н/д                           | Выступал за команду, когда та играла в Рочестере с 1955 по 1957 и в Цинциннати с 1957 по 1958 | [ 71 ]        |
| 14       | Оскар Робертсон     |      | Сакраменто Кингз             | З    | 1960—1970                   | н/д                           | Выступал за команду, когда та играла в Цинциннати | [ 71 ]        |
| 21       | Владе Дивац         |      | Сакраменто Кингз             | Ц    | 1999—2004                   | 31 марта 2009                 | Один из лидеров клуба по количеству подборов и блок-шотов, один из трёх игроков в истории НБА, набравших более 13 000 очков, 9000 подборов и 1500 блок-шотов за карьеру | [ 71 ]        |
| 27       | Джек Тваймен        |      | Сакраменто Кингз             | Ф    | 1955—1966                   | н/д                           | Выступал за команду, когда та играла в Рочестере с 1955 по 1957 и в Цинциннати с 1957 по 1966 | [ 71 ]        |
| 44       | Сэм Лэйси           |      | Сакраменто Кингз             | Ц    | 1970—1981                   | н/д                           | Выступал за команду, когда та играла в Цинциннати с 1970 по 1972, в Канза-Сити-Омаха с 1972 по 1975 и в Канзас-Сити с 1975 по 1981 | [ 71 ]        |
| 00       | Джонни Мур          |      | Сан-Антонио Спёрс            | З    | 1980—1988; 1989—1990        | 20 марта 1998                 | Занимает второе место в истории клуба по количеству передач | [ 74 ]        |
| 6        | Эвери Джонсон       |      | Сан-Антонио Спёрс            | З    | 1990—1993, 1994—2001        | 22 декабря 2007               | Чемпион НБА в составе «Спёрс». Лидер клуба по передачам | [ 75 ]        |
| 12       | Брюс Боуэн          |      | Сан-Антонио Спёрс            | З    | 2001—2009                   | 22 марта 2012                 | Трёхкратный чемпион НБА в составе «Спёрс» | [ 76 ]        |
| 13       | Джеймс Сайлас       |      | Сан-Антонио Спёрс            | З    | 1972—1981                   | 28 февраля 1984               | Выступал за команду, когда та играла в Далласе с 1972 по 1973 | [ 77 ]        |
| 32       | Шон Эллиотт         |      | Сан-Антонио Спёрс            | Ф    | 1989-1993; 1994—2001        | 6 марта 2005                  | Чемпион НБА в составе «Спёрс». Лидер клуба по количеству трёхочковых бросков, один из лидеров «Спёрс» в нескольких статистических категориях | [ 78 ]        |
| 44       | Джордж Гервин       |      | Сан-Антонио Спёрс            | З    | 1974—1985                   | 5 декабря 1987                | Двенадцать сезонов провёл с командой, дважды становился лидером НБА по количеству набранных очков, 12 раз участвовал в матчах всех звёзд НБА | [ 74 ]        |
| 50       | Дэвид Робинсон      |      | Сан-Антонио Спёрс            | Ц    | 1989—2003                   | 10 ноября 2003                | Двукратный чемпион НБА в составе «Спёрс». По завершении карьеры был лидером «Спёрс» по количеству набранных очков, подборов, блок-шотов, перехватов | [ 74 ]        |
| 2        | Мозес Мэлоун        |      | Филадельфия 76               | Ц    | 1982—1986; 1993—1994        | 8 февраля 2019                | Чемпион НБА в составе клуба. Также во время выступлений за «Сиксерс» 4 раза участвовал в матчах всех звёзд, признан самым ценным игроком НБА в 1983 году. Включён в список 50 величайших игроков в истории НБА. | [ 79 ]        |
| 3        | Аллен Айверсон      |      | Филадельфия 76               | З    | 1996—2006; 2009—2010        | 1 марта 2014                  | Один из самых результативных игроков в истории клуба | [ 79 ]        |
| 4        | Дольф Шейес         |      | Филадельфия 76               | Ф    | 1948—1964                   | 12 марта 2016                 | Выступал за команду, когда она базировалась в Сиракьюс под названием «Сиракьюс Нэшнлз» в 1948—1963, и в сезоне 1963—1964 после переезда в Филадельфию. Чемпион НБА в составе «Нэшнлз». 12-кратный участник матча всех звёзд. Включён в список 50 величайших игроков в истории НБА. Рекордсмен НБА по числу проведённых игр подряд — 706. Также был главным тренером клуба (1963—1966). | [ 79 ]        |
| 6        | Джулиус Ирвинг      |      | Филадельфия 76               | Ф    | 1976—1987                   | 18 апреля 1988                | Чемпион НБА в составе «Филадельфии», лидер клуба по количеству блок-шотов | [ 79 ]        |
| 10       | Морис Чикс          |      | Филадельфия 76               | З    | 1978—1989                   | 6 февраля 1995                | Чемпион НБА в составе «Филадельфии». Лидер клуба по количеству передач и перехватов, также работал главным тренером в Филадельфии (2005—2008) | [ 79 ]        |
| 13       | Уилт Чемберлен      |      | Филадельфия 76               | Ц    | 1965—1968                   | 18 марта 1991                 | Чемпион НБА в составе «Филадельфии». Лидер команды по количеству набранных очков | [ 79 ]        |
| 15       | Хэл Грир            |      | Филадельфия 76               | З    | 1958—1973                   | 9 ноября 1976                 | Играл с командой в Сиракузах с 1958 по 1963 год. Чемпион НБА в составе «Филадельфии» | [ 79 ]        |
| 24       | Бобби Джонс         |      | Филадельфия 76               | Ф    | 1978—1986                   | 7 ноября 1986                 | Чемпион НБА в составе «Филадельфии», 8 раз подряд выбирался в первую сборную всех звёзд защиты | [ 79 ]        |
| 32       | Билли Каннингем     |      | Филадельфия 76               | Ф    | 1965—1972; 1974—1975        | 17 декабря 1976               | 9 сезонов играл за команду, а также работал главным тренером в Филадельфии 8 сезонов подряд (1977—1985). Двукратный чемпион НБА в составе «Филадельфии». Номер использовался Чарльзом Баркли в сезоне 1991/92 | [ 79 ]        |
| 34       | Чарльз Баркли       |      | Филадельфия 76               | Ф    | 1984—1992                   | 30 марта 2001                 | Один из самых результативных игроков в истории команды | [ 79 ]        |
| микрофон | Дэйв Зинкофф        |      | Филадельфия 76               | —    | 1963—1981; 1983—1985        | 25 марта 1986                 | Как конферансье | [ 79 ]        |
| 5        | Дик Ван Эрсдейл     |      | Финикс Санз                  | З    | 1968—1977                   | во время сезона 1977/78       | Был выбран на драфте расширения 1968 года, набрал первое очко в истории команды. Также работал главным тренером в «Санз» (1987) | [ 80 ]        |
| 6        | Уолтер Дэвис        |      | Финикс Санз                  | З    | 1977—1988                   | 3 апреля 1994                 | Самый результативный игрок в истории «Санз» | [ 80 ]        |
| 7        | Кевин Джонсон       |      | Финикс Санз                  | З    | 1988—2000                   | 7 марта 2001                  | Лидер команды по количеству результативных передач | [ 80 ]        |
| 9        | Дэн Марли           |      | Финикс Санз                  | Ф    | 1988-1995; 2001—2002        | 9 марта 2003                  | Лидер клуба по количеству трёхочковых бросков | [ 80 ]        |
| 24       | Том Чэмберс         |      | Финикс Санз                  | Ф    | 1988—1993                   | 18 апреля 1999                | Удерживает рекорд клуба по количеству набранных очков за один сезон | [ 80 ]        |
| 33[f]    | Элвен Адамс         |      | Финикс Санз                  | Ц    | 1975—1988                   | 9 ноября 1988                 | Лидер клуба по количеству сыграных игр, подборов и передач. Номер использовался Грантом Хиллом с 2007 года | [ 80 ]        |
| 34       | Чарльз Баркли       |      | Финикс Санз                  | Ф    | 1992—1996                   | 20 марта 2004                 | Один из самых результативных игроков в истории НБА, самый ценный игрок матча всех звёзд НБА 1991 года | [ 80 ]        |
| 42       | Конни Хокинс        |      | Финикс Санз                  | Ф    | 1969—1973                   | 11 мая 1992                   | За время выступления в «Санз», каждый год избирался для участия в матчах всех звёзд | [ 80 ]        |
| 44       | Пол Вестфал         |      | Финикс Санз                  | З    | 1975—1980; 1983—1984        | 15 апреля 1989                | Один из самых результативных игроков «Санз», также работал главным тренером клуба (1992—1996) | [ 80 ]        |
| 832      | Коттон Фицсиммонс   |      | Финикс Санз                  | —    | 1970—1972; 1988—1992; 1996  | н/д                           | Как главный тренер «Санз»; номер показывает его 832 победы, 341 из которых он одержал с командой | [ 80 ]        |
| —        | Джо Проски          | [i]  | Финикс Санз                  | —    | —                           | 1 апреля 2001                 | Как инструктор по атлетической подготовке | [ 80 ]        |
| 22       | Клайд Дрекслер      |      | Хьюстон Рокетс               | З    | 1995—1998                   | 3 февраля 2000                | Чемпион НБА в составе «Рокетс», один из самых результативных игроков клуба. Также работал диктором (2005-наст. врем) | [ 81 ]        |
| 23       | Келвин Мёрфи        |      | Хьюстон Рокетс               | З    | 1970—1983                   | 17 марта 1984                 | Лидер клуба по количеству передач, входит в тройку лучших игроков команды в нескольких статистических категориях. Также работал диктором (1985—2004) | [ 81 ]        |
| 24       | Мозес Мэлоун        |      | Хьюстон Рокетс               | Ц    | 1976—1982                   | 19 апреля 1998                | Один из лидеров НБА в нескольких статистических категориях | [ 81 ]        |
| 34       | Хаким Оладжьювон    |      | Хьюстон Рокетс               | Ц    | 1984—2001                   | 9 ноября 2002                 | Двукратный чемпион НБА в составе «Рокетс». Лидер НБА по количеству сделанных блок-шотов, входит в число самых результативных игроков лиги | [ 81 ]        |
| 45       | Руди Томьянович     |      | Хьюстон Рокетс               | Ф    | 1970—1981; 1991—2003        | 28 января 1982                | Работал главным тренером «Хьюстон Рокетс» (1991—2003). Двукратный чемпион НБА в составе клуба | [ 81 ]        |
| CD       | Кэролл Доусон[c]    |      | Хьюстон Рокетс               | —    | 1980—1995; 1995—2007        | 16 апреля 2007                | Как ассистент главного тренера (1980—1995) и генеральный менеджер (1995—2007) | [ 81 ]        |
| 4        | Джерри Слоун        |      | Чикаго Буллз                 | З    | 1966—1976                   | 17 февраля 1978               | Один из лидеров клуба после переезда из Балтимора, занимает третье место по количеству сыгранных игр за «Буллз». Также работал главным тренером в «Чикаго Буллз» в сезонах 1979—1981 | [ 82 ] [ 83 ] |
| 10       | Боб Лав             |      | Чикаго Буллз                 | Ф    | 1968—1976                   | 14 января 1994                | Был лидером клуба по результативности семь сезонов подряд, занимает третье место в истории «Буллз» по результативности | [ 82 ] [ 83 ] |
| 23       | Майкл Джордан       |      | Чикаго Буллз                 | З    | 1984—1993; 1995—1998        | 1 ноября 1994                 | Шестикратный чемпион НБА. Многократный MVP регулярного чемпионата, финальной серии и матчей всех звёзд. Один из самых результативных игроков в истории НБА. Иногда выходил под номером 45 в сезоне 1994/95 | [ 83 ] [ 84 ] |
| 33       | Скотти Пиппен       |      | Чикаго Буллз                 | Ф    | 1987—1998; 2003—2004        | 9 декабря 2005                | Вместе с Майклом Джорданом был лидером чемпионского состава «Буллз». Шестикратный чемпион НБА | [ 83 ] [ 84 ] |
| —        | Фил Джексон[b]      |      | Чикаго Буллз                 | —    | 1989—1998                   | 5 мая 1999                    | Как главный тренер «Чикаго Буллз» в сезонах 1989—1997 | [ 83 ] [ 85 ] |
| —        | Джерри Краус[b]     |      | Чикаго Буллз                 | —    | 1985—2003                   | 31 октября 2003               | Как генеральный менеджер | [ 83 ] [ 85 ] |
| 13       | Бобби Филс          |      | Шарлотт Хорнетс              | З    | 1997—2000                   | 9 февраля 2000                | Погиб в автокатастрофе. Номер закреплён посмертно. В 2002—2013 после переезда в Новый Орлеан числился за клубом «Нью-Орлеан Хорнетс» (ныне «Нью-Орлеан Пеликанс»). В 2014 году клуб «Шарлотт Бобкэтс» вернул название «Хорнетс» и стал официально считаться преемником прежних «Шарлотт Хорнетс», вернув себе и закреплённый номер Филса                                               |               |
| 1        | Фрэнк Лэйден        |      | Юта Джаз                     | —    | 1981—1988                   | 9 декабря 1988                | Как главный тренер; также был президентом клуба (1988—1998) | [ 86 ]        |
| 4        | Адриан Дантли       |      | Юта Джаз                     | Ф    | 1979—1986                   | 11 апреля 2007                | Дважды становился самым результативным игроком лиги по результатам регулярного чемпионата, лидер команды по перехватам | [ 87 ]        |
| 7        | Пит Маравич         |      | Юта Джаз                     | З    | 1974—1979                   | 14 декабря 1985               | Выступал за команду в Новом Орлеане с 1974 по 1979 (также сыграл 17 игр в сезоне 1979-80 после переезда команды в Юту) | [ 86 ]        |
| 9        | Ларри Миллер        |      | Юта Джаз                     | —    | 1985—2009                   | н/д                           | Как владелец | [ 86 ]        |
| 12       | Джон Стоктон        |      | Юта Джаз                     | З    | 1984—2003                   | 22 ноября 2004                | Лидер НБА по количеству передач и перехватов | [ 86 ]        |
| 14       | Джефф Хорнасек      |      | Юта Джаз                     | З    | 1994—2000                   | 19 ноября 2002                | Один из лучших снайперов в истории НБА | [ 86 ]        |
| 32       | Карл Мэлоун         |      | Юта Джаз                     | Ф    | 1985—2003                   | 23 марта 2006                 | Занимает второе место среди самых результативных игроков в истории НБА | [ 88 ]        |
| 35       | Даррелл Гриффит     |      | Юта Джаз                     | З    | 1980—1991                   | 4 декабря 1993                | Один из лидеров «Джаз» во многих статистических категориях | [ 86 ]        |
| 53       | Марк Итон           |      | Юта Джаз                     | Ц    | 1982—1993                   | 1 марта 1996                  | Один из лучших защитников в истории НБА, третий в истории лиги по количеству блок-шотов, дважды признавался лучшим оборонительным игроком, лидер НБА по блок-шотам в четырёх сезонах | [ 86 ]        |
| 1223     | Джерри Слоун        |      | Юта Джаз                     | —    | 1988—2011                   | 31 января 2014                | Как главный тренер «Джаз»; номер показывает 1223 победы, одержанные им в команде | [ 89 ]        |
| микрофон | Род Хандли          |      | Юта Джаз                     | —    | 1974-2009                   | 28 января 2010                | Как диктор | [ 90 ]        |

## Заметки
- a  Лоскутофф попросил не закреплять его номер 18 и разрешил играть под этим номером игрокам «Селтикс». Вместо номера на его майке написано «LOSCY». Номер 18 впоследствии был закреплён в знак заслуг Коуэнса, который играл под этим номером[6].
- b  Джексон и Краус не имеют закреплённых номеров. У Джексона на баннере написано COACH и статистика побед/поражений. У Крауса «Jerry Krause. General Manager. Six N.B.A. Championships»[91][92].
- c  Доусон не имеет закреплённого номера, однако майка с его инициалами висит под крышей[93].
- d  Номера подвешенные под крышей в честь «Миннеаполис Лейкерс». 6 игроков, введенных в Зал славы баскетбола сыграли большую роль в успехах команды из Миннеаполиса. Кроме номера 22, который закреплён за Бэйлором и 34 номера, под которым никто больше не играет после ухода Шакила О’Нила, остальные номера используются. Для всех игроков из Миннеаполис Лейкерс вывешен один баннер, на котором написаны их имена.
- e  «Майами Хит» закрепили за квотербеком «Майами Долфинс» Дэном Марино номер 13, в знак уважения к его заслугам. Этот номер используется до сих пор.
- f  Хотя 33 номер был закреплён за Элвеном Адамсом, он разрешил Гранту Хиллу выступать под этим номером.
- g  На баннере Дэвидсона изображена его подпись и года когда он владел командой — 1974—2009[94].
- h  На баннере Макклоски написано «Jack McCloskey»[95].
- i  На баннере Проски написано «Trainer».